# Azul noturno
O Azul noturno ou Azul da meia-noite é um tom escuro de azul chamado por sua semelhança com a cor aparentemente azul de um céu noturno ao luar em torno da lua cheia. O azul da meia-noite é a cor de um tonel cheio de corante de anil; portanto, o azul da meia-noite também pode ser considerado um tom escuro de índigo. O azul da meia-noite é identificável azul aos olhos à luz do sol ou de espectro total, mas pode aparecer preto sob certos espectros mais limitados, às vezes encontrados em iluminação artificial (especialmente incandescente no início do século XX). É semelhante ao azul marinho, que também é um azul escuro.

## Variações
Existem duas tonalidades principais do azul da meia-noite - a cor do X11 e a cor da Crayola.

### X11
Esta cor foi originalmente chamada de midnight. O primeiro uso registrado da ""midnight" (meia-noite) como nome de cor em inglês foi em 1915.  À direita é exibida a cor midnight blue. Este é o azul da meia-noite da cor da web X11.

### Azul escuro da meia-noite (Crayola)
À direita é exibido o tom escuro do azul da meia-noite que é chamado de azul da meia-noite em giz de cera da Crayola. O azul da meia-noite se tornou uma cor oficial da crayola em 1958; antes disso, desde que foi formulado em 1903, era chamado de "azul da Prússia".